# Cayeux-sur-Mer
Cayeux-sur-Mer är en kommun i departementet Somme i regionen Hauts-de-France i norra Frankrike. Kommunen ligger i kantonen Saint-Valery-sur-Somme som tillhör arrondissementet Abbeville. År 2022 hade Cayeux-sur-Mer 2 344 invånare.

## Befolkningsutveckling
Antalet invånare i kommunen Cayeux-sur-Mer
| Referens: INSEE |